# Cimetière d’épaves maritimes à Ekenabben
 (mars 2024).
La mise en forme du texte ne suit pas les recommandations de Wikipédia : il faut le « wikifier ».
Les points d'amélioration suivants sont les cas les plus fréquents :
- Les titres sont pré-formatés par le logiciel. Ils ne sont ni en capitales, ni en gras.
- Le texte ne doit pas être écrit en capitales (les noms de famille non plus), ni en gras, ni en italique, ni en « petit »…
- Le gras n'est utilisé que pour surligner le titre de l'article dans l'introduction, une seule fois.
- L'italique est rarement utilisé : mots en langue étrangère, titres d'œuvres, noms de bateaux, etc.
- Les citations ne sont pas en italique mais en corps de texte normal. Elles sont entourées par des guillemets français : « et ».
- Les listes à puces sont à éviter, des paragraphes rédigés étant largement préférés. Les tableaux sont à réserver à la présentation de données structurées (résultats, etc.).
- Les appels de note de bas de page (petits chiffres en exposant, introduits par l'outil «  Source ») sont à placer entre la fin de phrase et le point final[comme ça].
- Les liens internes (vers d'autres articles de Wikipédia) sont à choisir avec parcimonie. Créez des liens vers des articles approfondissant le sujet. Les termes génériques sans rapport avec le sujet sont à éviter, ainsi que les répétitions de liens vers un même terme.
- Les liens externes sont à placer uniquement dans une section « Liens externes », à la fin de l'article. Ces liens sont à choisir avec parcimonie suivant les règles définies. Si un lien sert de source à l'article, son insertion dans le texte est à faire par les notes de bas de page.
- La présentation des références doit suivre les conventions bibliographiques. Il est recommandé d'utiliser les modèles {{Ouvrage}}, {{Chapitre}}, {{Article}}, {{Lien web}} et/ou {{Bibliographie}}. Le mode d'édition visuel peut mettre en forme automatiquement les références.
- Insérer une infobox (cadre d'informations à droite) n'est pas obligatoire pour parachever la mise en page.

Pour une aide détaillée, merci de consulter Aide:Wikification.
Si vous pensez que ces points ont été résolus, vous pouvez retirer ce bandeau et améliorer la mise en forme d'un autre article.
Le cimetière maritime d’Ekenabben est situé dans le détroit de Djupasund entre les îles de Sturkö et Tjurkö, dans l’archipel de Blekinge, dans le sud de la Suède. Le cimetière maritime est composé de six épaves de navires coulés de 1550 à 1650. Ces épaves furent démantelées à la fin du 18e siècle et au début du 19e siècle afin de créer une barrière sous-marine et d’empêcher l’entrée des navires à Karlskrona, hôte de la port navale de Karlskrona, la plus grande base navale de Suède.

## Historique
La défaite de la Suède lors de la guerre franco-suédoise 1805-1807 a contraint la Suède à rejoindre le blocus continental, un embargo de grande ampleur imposé par Napoléon Bonaparte à l’Empire britannique. Toutefois, à l’époque, la Grande-Bretagne était le principal partenaire commercial de la Suède, et le pays n’était généralement pas disposée à mettre en œuvre l’embargo commercial. En 1810, un ultimatum français a finalement contraint la Suède à s’engager dans la guerre anglo-suédoise de 1810-1812 du côté de l’Empire.
La même année, la Suède a reçu des informations selon lesquelles la marine royale Britannique était en train de capturer ou de détruire la flotte suédoise. Plusieurs navires ont ensuite été démantelés dans le détroit de Djupasund pour créer une barrière artificielle. Ces navires constituent aujourd’hui la majorité des épaves du cimetière.

## Cartographie des épaves
Depuis la création de Karlskrona en 1680, environ 60 navires ont été délibérément rendus irrécupérables dans différents endroits de l’archipel à des fins défensives. Entre 2020 et 2022, les épaves du Djupasund ont été cartographiées durant un projet public. Le projet a commencé à diffuser des connaissances sur l’histoire navale de Karlskrona après son ajout à la liste des sites classés au patrimoine mondial de l’UNESCO en 1998, pour créer un parc de plongée sportive, et renforcer le tourisme dans la région.

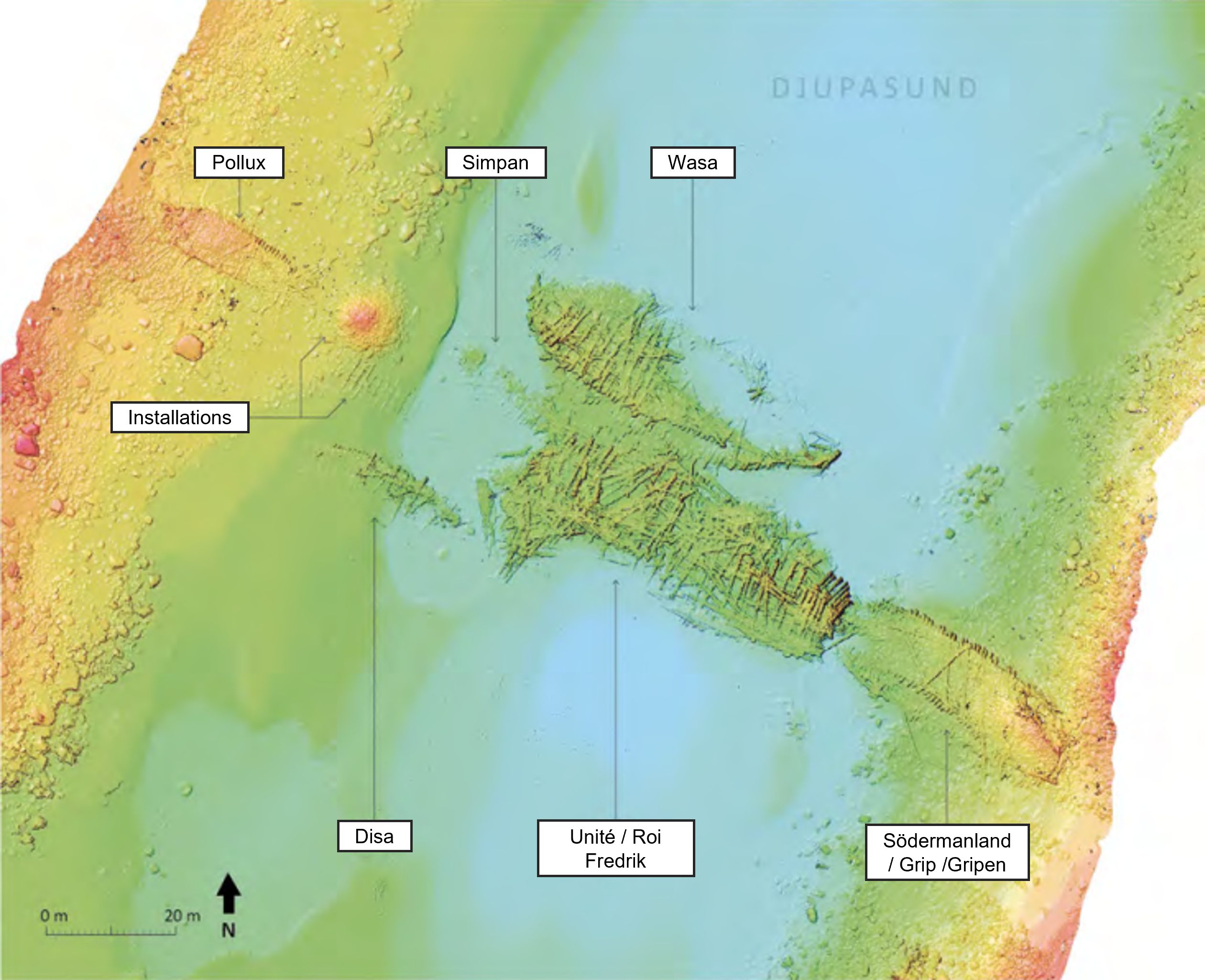
Cartographie des épaves

Navire de ligne Södermanland/Grip/Gripen
Le navire de ligne Södermanland a été construit à Stockholm, en Suède, et mis a flot en 1749. Le navire avait une longueur d’environ 42 mètres et une largeur de 11.3 mètres, avec 50 à 54 canons. En 1777, le pont supérieur a été retiré et le navire a été transformé en frégate et rebaptisé Grip (plus tard Gripen). Elle disposait alors de 44 canons. En 1810, elle est a été coulée dans le détroit de Djupasund.
Navire de ligne Unité/Roi Fredrik

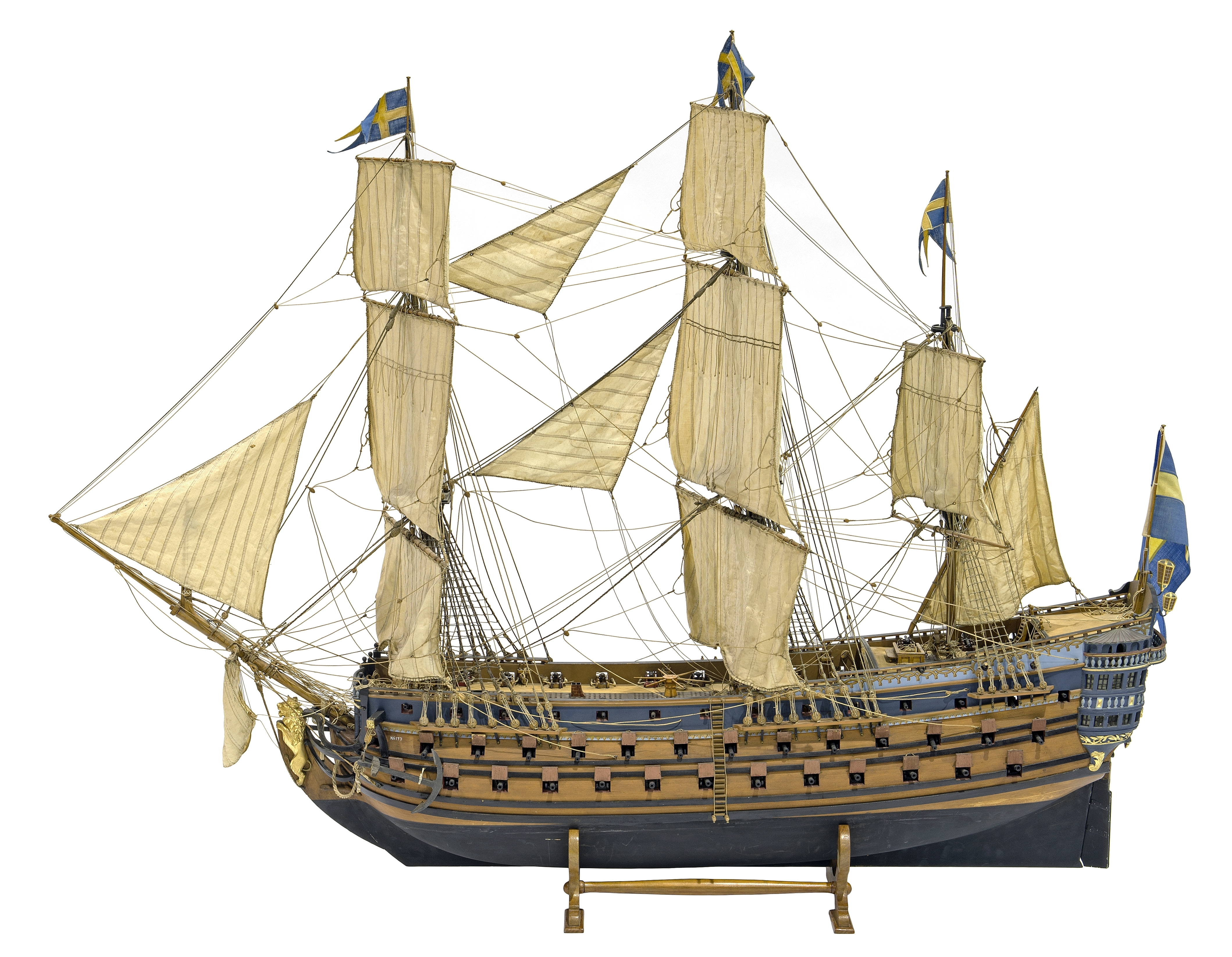
Maquette du navire de ligne Unité/Roi Fredrik

Le navire de ligne Enigheten «Unité » avec 94 canons a été construit en 1696 par Charles Sheldon à Karlskrona, reconstruit en 1730 et deux ans plus tard rebaptisé Kung Fredrik (Roi Fredrik). L’Unité a participé à des expéditions navales contre le Danemark en 1700, à la bataille de la baie de Køge en 1710 et à la bataille de Rügen en 1715. Elle a été reconstruite en 1768 et a fini par couler dans le détroit du Djupasund en 1785.
Navire de la ligne Wasa

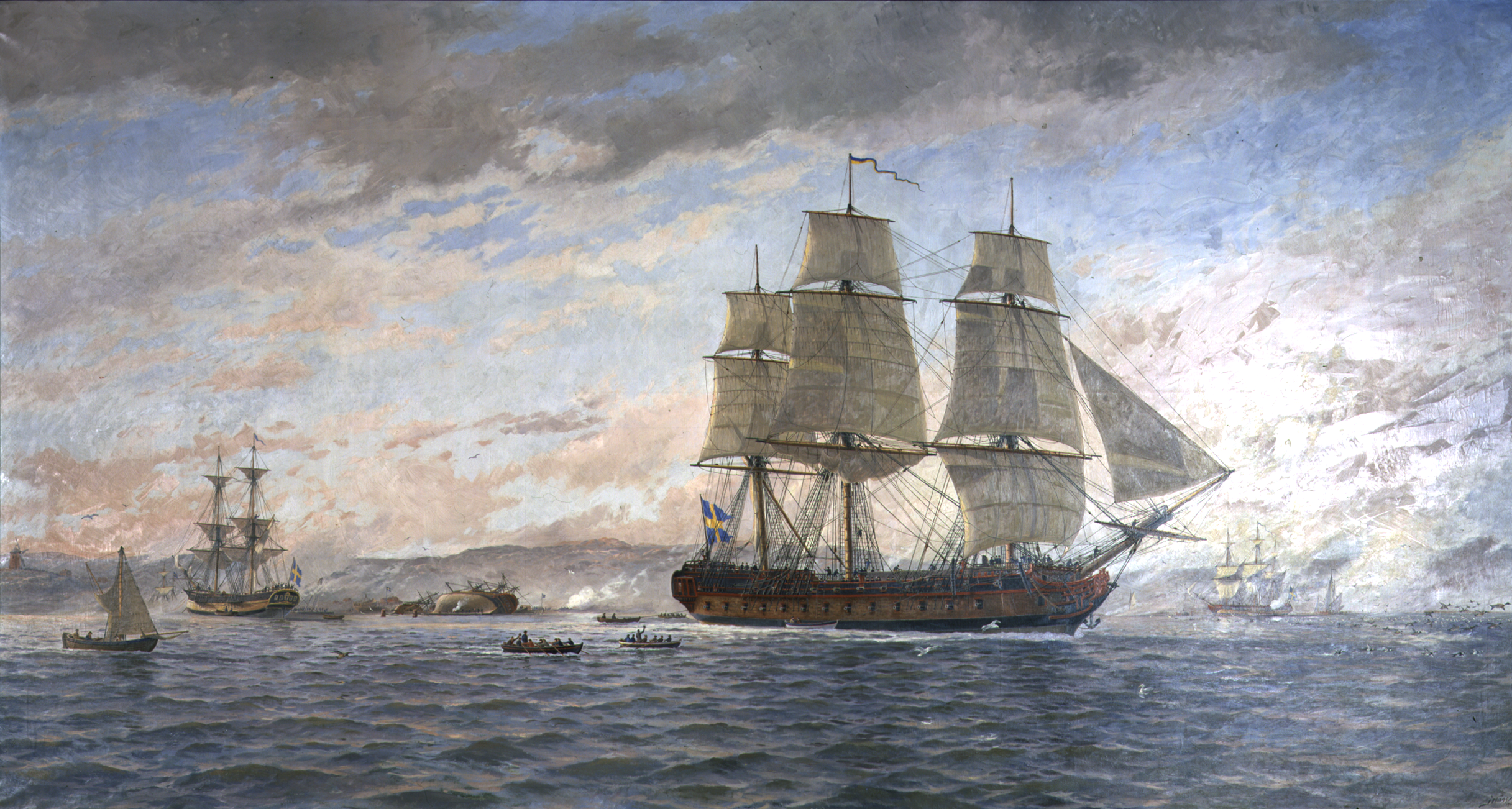
Peinture du navire de ligne Wasa pendant son séjour au sein de la Compagnie suédoise des Indes orientales

Le navire de ligne Wasa a été construit à Karlskrona en 1778. Il a participé à des batailles dans le cadre de la campagne navale pendant la guerre Russo-suédoise (1788-1790). La compagnie suédois des Indes orientales a utilisé Wasa au cours de son voyage en Chine 1803-1805, puis le navire a été racheté par la marine royale suédoise en 1808. Elle a finalement coulé dans le détroit du Djupasund en 1836. Wasa ne doit pas être confondu avec la navire suédoise Vasa à partir de 1627.
Frégate d’archipel Disa
Le frégate d’archipel Disa était une petite frégate destinée principalement à être utilisé plus près de la côte. La Disa avait une longueur de 23.75 mètres et une largeur de 5.5 mètres. Son équipage comptait 105 hommes et transportait 18 canons.
Yacht Simpan
Aucune information connue ne subsiste quant à l’utilisation du navire ou au moment de sa construction.
Brigantine Pollux
Le brigantine Pollux était un voilier à deux massifs lancés à Karlskrona, la Suède. Il avait une longueur de 28.5 mètres et une largeur de 7.1 mètres, avec 18 canons légers. Il est tombé dans le détroit du Djupasund en 1785.

## Plongée sportive
Plusieurs épaves du cimetière du navire sont devenues des sites de plongée attrayants pour les plongeurs récréatifs, et la plupart des épaves sont relativement accessibles depuis le port d’Ekenabben. Le cimetière d’épaves se trouve à une profondeur de 12 mètres sur un fond de sable et de pierre. Dans certains endroits, le bois de chêne provenant des épaves remonte à plusieurs mètres du fond. Les épaves se situent dans une direction est-ouest et s’étendent sur le détroit du Djupasund. Toutefois, étant donné que le cimetière d’épaves est proche du port de pêche actif d’Ekenabben, il convient d’utiliser des pavillons de plongée, et des bateaux d’escorte sont recommandés.
Le projet de cartographie des épaves a été réalisé comme une première étape dans le développement d’un parc de plongée. Une fois terminé, l’objectif est que les plongeurs soient guidés parmi les épaves par des panneaux. Dans le port d’Ekenabben, une exposition comporte des panneaux d’information sur le cimetière du navire et les six épaves identifiées.

## Galerie de photos

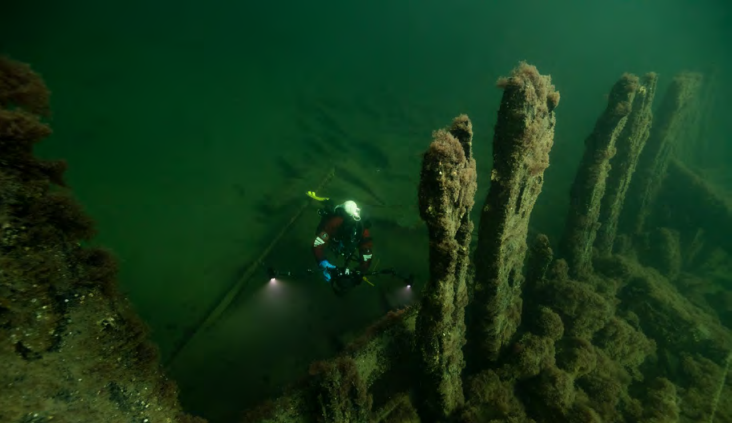
Navire de ligne Södermanland / Grip/Gripen
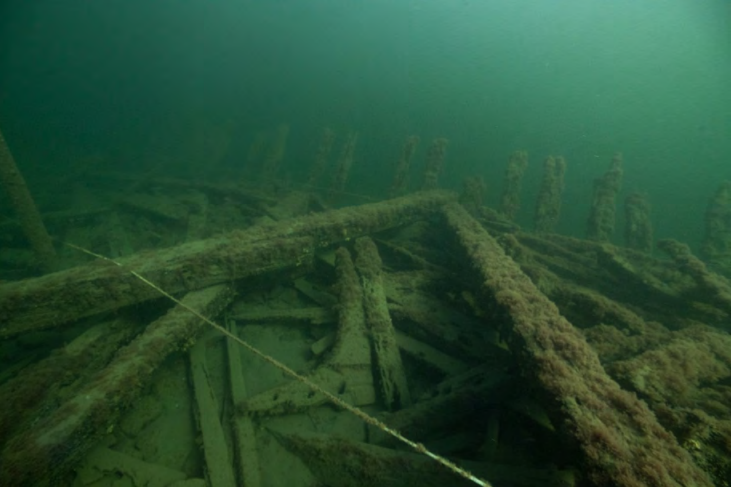
Navire de ligne Södermanland / Grip/Gripen
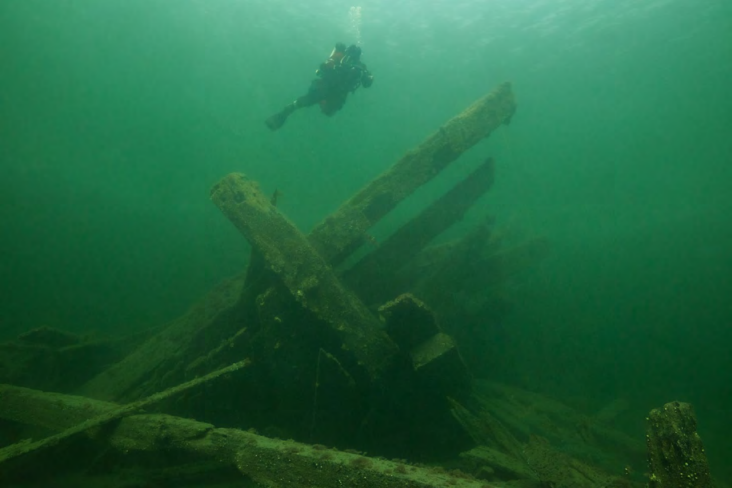
Navire de ligne Unité / Roi Fredrik
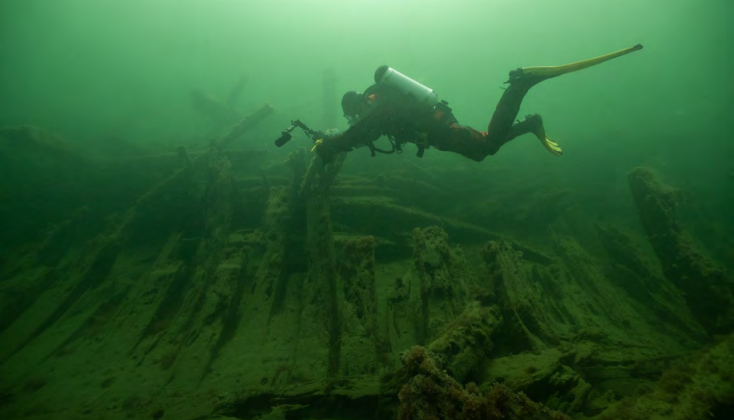
Navire de ligne Unité / Roi Fredrik
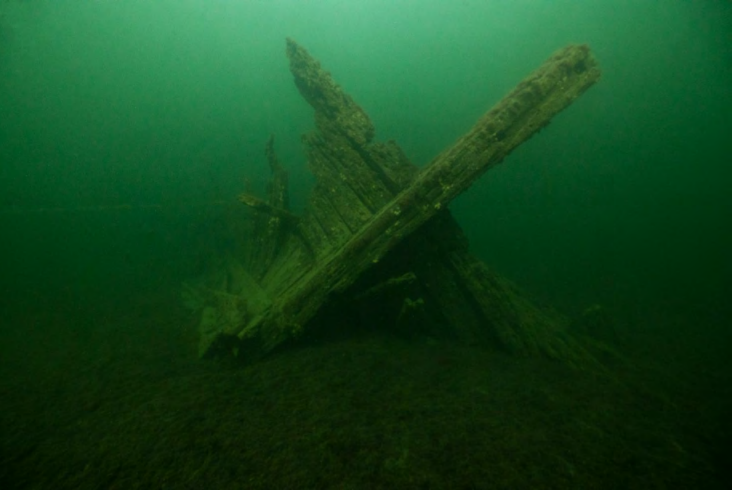
Navire de ligne Wasa
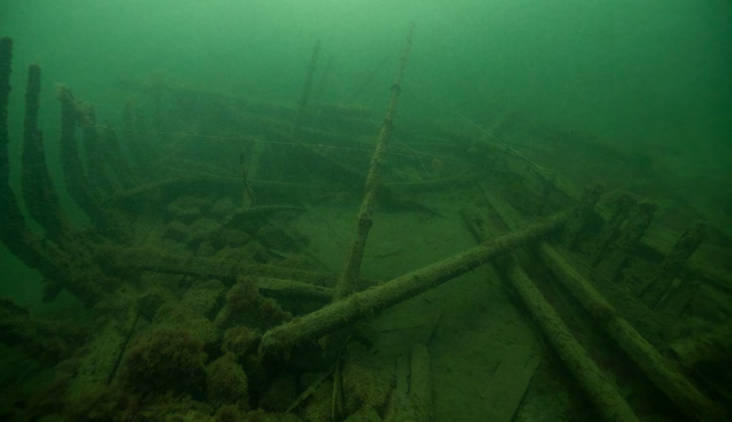
Frégate d’archipel Disa
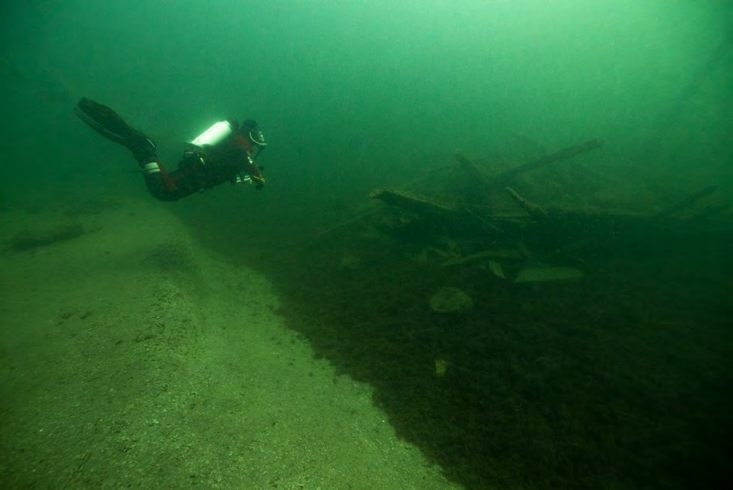
Yacht Simpan
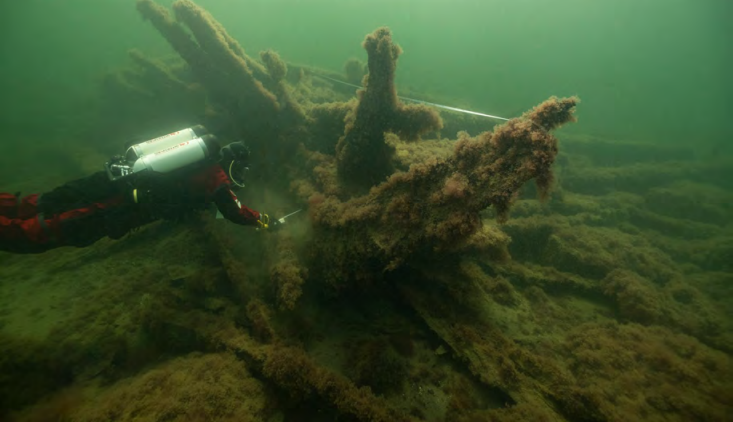
Brigantine Pollux